# Hermann Warmbold

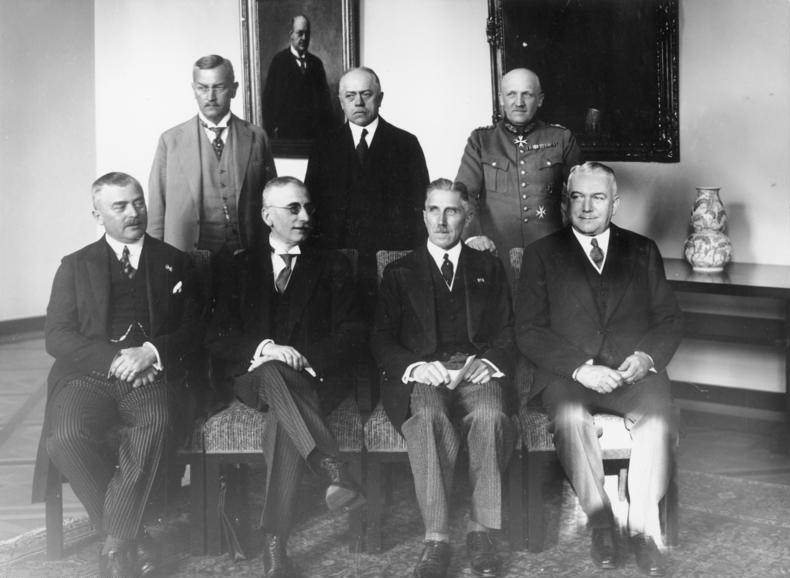
Kabinett von Papen. Warmbold stehend in der Mitte. (1932)

Hermann Warmbold (* 21. April 1876 in Klein Himstedt; † 11. März 1976 in Tegernsee) war ein deutscher Agrarwissenschaftler, Politiker und Wirtschaftsmanager.

## Leben und Beruf
Warmbold war verheiratet mit Eleonore (Ella) Wagemann, Tochter des Senatspräsidenten am Oberlandesgericht Hamm Friedrich Wagemann. Sein Schwager war Ernst Wagemann, der Ausarbeiter des Wagemann-Plans 1932.
Nach dem Abitur arbeitete er zunächst in der Landwirtschaft und wurde dann Einjährig-Freiwilliger im Celler 2. Hannoversches Infanterie-Regiment Nr. 77, zuletzt als Oberleutnant d.R. Anschließend nahm Warmbold ein Studium der Land- und Volkswirtschaft an den Universitäten in Göttingen und Bonn auf, das er mit der Promotion zum Dr. phil. beendete (Dissertationsarbeit: Untersuchungen über die Biologie stickstoffbindender Bakterien. Ein Beitrag zur Kenntnis der Veränderungen im Stickstoffgehalte des unbebauten Ackerbodens). Er war von 1907 bis 1910 Generalsekretär der Landwirtschaftskammer in Hannover und wirkte von 1907 bis 1911 als Generalsekretär des Land- und forstwissenschaftlichen Hauptvereins in Lüneburg.
Warmbold ging 1911 in das Kaiserreich Russland nach Estland und war bis 1913 Finanzsachverständiger der dortigen Ritterschaft. Gleichzeitig verwaltete er ein Rittergut bei Reval, das er als Versuchsgut bewirtschaftete. Von 1913 bis 1917 leitete er die Abteilung Wirtschaftsverwaltung der Landwirtschaftlichen Hochschule Berlin. Nach seiner Habilitation war er von 1915 bis 1919 Professor für Wirtschaftslehre des Landbaues an der Landwirtschaftlichen Hochschule Hohenheim. Gleichzeitig fungierte er für kurze Zeit als Direktor der Hochschule und sorgte dafür, dass Margarete von Wrangell ihre Forschungen zur Phosphorsäure an der Hochschule fortsetzen konnte.
Während der Zeit der Weimarer Republik war Warmbold von 1919 bis 1921 als Ministerialdirektor Leiter der Domänen-Abteilung im preußischen Ministerium für Landwirtschaft, Domänen und Forsten tätig und schied 1922 aus dem Staatsdienst aus. Von 1922 bis 1931 war er Vorstandsmitglied der BASF und von 1926 bis 1931 Vorstandsmitglied der I.G. Farben. Nach dem Zweiten Weltkrieg wanderte er nach Chile aus, war als Berater in landwirtschaftlichen Angelegenheiten der chilenischen Regierung tätig und wirkte an der Entflechtung der I.G. Farben mit.

## Öffentliche Ämter
Warmbold gehörte keiner Partei an und amtierte vom 21. April bis zum 7. November 1921 als Minister für Landwirtschaft, Domänen und Forsten in der von Ministerpräsident Adam Stegerwald geführten preußischen Staatsregierung.
Weil befürchtet wurde, dass die für 1932 geplante Ernennung des I.G. Farben Vorstandsmitglieds Hermann Schmitz zum Reichswirtschaftsminister in der Hugenbergpresse kritische Veröffentlichungen über die finanziellen Unregelmäßigkeiten bei der I.G. Farben auslösen würden, fiel die Wahl auf Hermann Warmbold, der zu dieser Zeit I.G.-Farben-Aufsichtsratsmitglied war. Schmitz trat gemeinsam mit 24 anderen Industriellen, darunter Paul Silverberg, Albert Vögler, Georg von Schnitzler und Otto Wolff, in einen Wirtschaftsbeirat der Reichsregierung ein. Warmbold wurde am 9. Oktober 1931 als Reichswirtschaftsminister in die von Reichskanzler Heinrich Brüning geleitete Regierung berufen, schied aber am 28. April 1932 wieder aus der Reichsregierung aus. Vom 1. Juni 1932 bis zum 28. Januar 1933 war er erneut Reichswirtschaftsminister in den Kabinetten der Reichskanzler Franz von Papen und Kurt von Schleicher. Anfang Juni 1932 übernahm er zudem die kommissarische Leitung des Reichsarbeitsministeriums.

## Ehrungen
- Ehrendoktorwürde (Dr. h. c.) der Landwirtschaftlichen Hochschulen Hohenheim und Berlin